# Louis Voruz
Pour les autres membres de la famille, voir Voruz.
Louis Voruz, né le 17 septembre 1768 à Moudon et mort dans la même ville le 12 juin 1824, est une personnalité politique suisse.

## Biographie
Abraham Louis Voruz est le fils de Jean-Samuel Voruz, bourgeois de Moudon et inspecteur des chemins, et de Jeanne Madeleine Gillieron, il suit des études d'architecture auprès de son père et d'Abraham Burnand.
Receveur du bailliage d'Oron et du district de Moudon entre 1798 et 1803, puis de l'arrondissement de Moudon de 1803 à 1811, il fut chargé de la protection et du transport des biens du bailli d'Oron à partir de 1798.
Il est inspecteur des ponts et chaussées de la division nord de 1811 à 1821, et propriétaire de la remarquable maison de campagne de La Rochette, en périphérie de Moudon. Dès 1799, il la reconstruit dans un style Louis XVI quelque peu rustique, y établissant notamment des glaces livrées par l'architecte lausannois Alexandre Perregaux, et il y apporte encore d’importantes transformations jusque vers 1822.  
Élu député au Grand Conseil du canton de Vaud de 1803 à 1821, il est  Conseiller d'État chargé des Affaires militaires, puis des Finances, de 1821 à 1824.
Il est l'oncle de Jean-Simon Voruz.